# Sandston (Virginia)
Sandston es un lugar designado por el censo situado en el condado de Henrico, Virginia  (Estados Unidos). Según el censo de 2010 tenía una población de 7.571 habitantes.

## Demografía
Según el censo de 2010, Sandston tenía una población en la que el 60,6% eran blancos; el 32,9% afroamericanos; el 0,9% eran indios americanos y nativos de Alaska; el 1,3% eran asiáticos; el 0,1% hawaianos y otros isleños del Pacífico; el 1,9% de otra raza, y el 2,3% a partir de dos o más razas. El 4,7% del total de la población eran hispanos o latinos de cualquier raza.